# واوکس سور سنت یوربین
واوکس سور سنت یوربین (به فرانسوی: Vaux-sur-Saint-Urbain) یک کامین در فرانسه است که در Canton of Doulaincourt-Saucourt واقع شده‌است.

## خصوصیات
واوکس سور سنت یوربین ۶٫۴ کیلومترمربع مساحت و ۴۳ نفر جمعیت دارد و ۳۰۰ متر بالاتر از سطح دریا واقع شده‌است.